# 微型潛艇

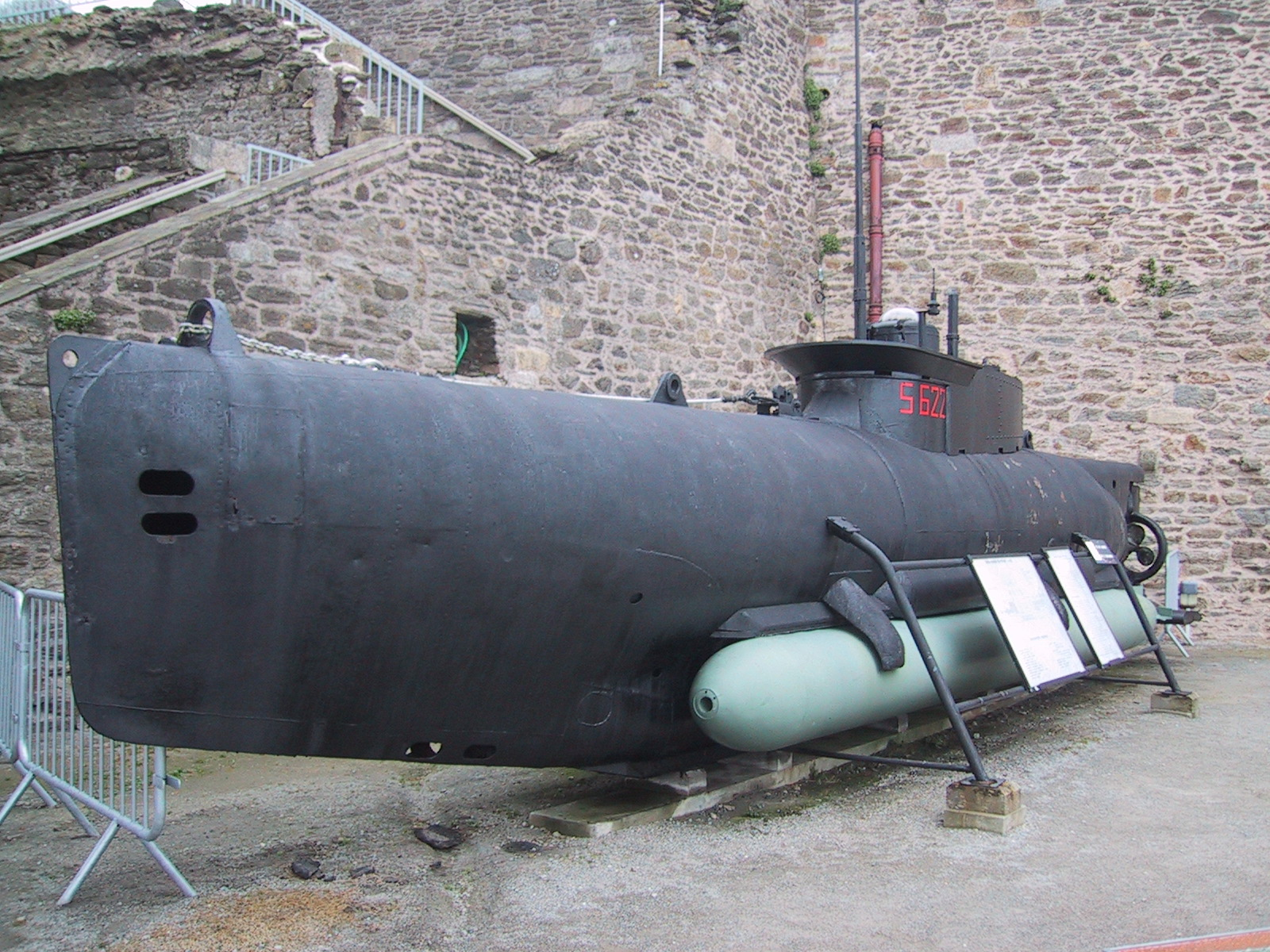
微型潛艇

微型潜艇又稱袖珍潛艇，是潛艇的一種，長度小，乘員少，排水量少於100吨。微型潛艇主要是用在軍事、警備、研究及探勘上。微型潛艇火力薄弱，但是可以支援特種作戰，及幫助其他潛艇或者船艦進行補給，例如美國維吉尼亞級潛艇上頭就配有可以供予特種部隊所使用的潛艇。

## 歷史
最早的潛艇海龜號可能是一種微型潛艇。
1901年，紅寶石中央設計局設計海豚號。
微型潛艇著名的作戰是珍珠港事件，並將美國捲入第二次世界大戰，它也是繼19世紀中的美墨戰爭之後，第一次有另一個國家對美國領土發動攻擊。

## 運用
曾經有軍用微型潛艇的國家有日本、納粹德國、蘇聯/俄羅斯、義大利、中華民國、朝鮮、伊朗、越南、美國、巴基斯坦、荷蘭等等。
日本在二戰就有微型潛艇，如自殺式魚雷回天。
美國的軍用微型潛艇用在特種部隊身上。
中華民國海軍的第一代微型潛艇是SX-404級微型潛艇，但沒有武裝僅能運兵，在1973年除役。
北韓把微型潛艇用在海戰上，北韓現役的潛艇主要有鮭魚級（或稱玉桂級）、鯊魚級、南聯級，據說2010年南韓天安艦就是被北韓的鮭魚級或鯊魚級擊沉。
越南使用的微型潛艇是北韓製的南聯級潛艇，主要用在船艦補給、特種部隊運送，未來引進基洛級潛艇後，也有可能被當作訓練艇。其他國家的微型潛艇則主要用在研究或探測上。
- 日本
  - 蚊龍
  - 甲标的潜艇
  - 海龙级潜艇
  - 回天潜艇
- 納粹德國
  - XXVII級Seehund（英语：Seehund）
- 蘇聯/俄羅斯
  - 罗索斯級潛艇
- 義大利
  - Foca-class submarine
- 中華民國
  - Cosmos CE2F series
  - SX-404級
- 中國大陸
  - Type 7103 DSRVs
  - Osprey class submersibles
  - Sea Pole class bathyscaphe
  - Dragon class bathyscaphe
  - Harmony class bathyscaphe
  - Mobile diving bell
  - QSZ-II submersible
- 朝鮮
  - 鮭魚級潜艇
  - 南聯級潜艇
  - 鯊魚級潜艇
- 伊朗
  - 游泳者15